# Benhamadi Ybnou Charaf
Benhamadi Ybnou Charaf (ur. 11 lutego 1983 w Dzaoudzi) – komoryjski piłkarz występujący na pozycji pomocnika.
Wraz z zespołem USS Tamponnaise zdobył Puchar Reunionu w 2012.
W reprezentacji Majotty zadebiutował 29 lipca 2011 w wygranym 2:0 towarzyskim pojedynku z Mauritiusem. W kadrze Majotty rozegrał pięć spotkań, wszystkie w 2011.
W tym samym roku wystąpił w reprezentacji Komorów, 11 listopada 2011 w przegranym 0:1 meczu el. do MŚ 2014 z Mozambikiem. 